# Elphège Marier
Pour l’article homonyme, voir Marier.
Elphège Marier (31 juillet 1888-1er janvier 1978) est un avocat et homme politique fédéral du Québec. Il est le frère de Joseph Marier.

## Biographie
Né à Drummondville dans la région du Centre-du-Québec, il étudia au Séminaire de Nicolet et à l'Université de Montréal où il compléta un Baccalauréat en arts et un Doctorat en droit. De 1918 à 1938, il sert d'archiveur à Pointe-Claire et participa au conseil scolaire de la communauté de 1931 à 1938.
Élu député du Parti libéral du Canada dans la circonscription fédérale de Jacques-Cartier lors de l'élection partielle déclenchée après le décès du député Léon-Vital Mallette en 1939, il est réélu en 1940, 1945 et en 1949. Il démissionna en 1949 pour accepter un poste de juge à la Cour supérieure du Québec.